# Bolezen mačje praske
Bolezen mačje praske ali bolezen zaradi mačje opraskanine (angl. cat-scratch disease) je navadno benigna kužna bolezen, ki jo povzročajo bakterije vrste Bartonella henselae, pri čemer bolnika z bakterijo okuži mačka z ugrizom ali opraskanino. Značilni simptomi so bula ali mehur na mestu poškodbe in boleče ter otečene bezgavke. Pojavijo se lahko tudi utrujenost, glavobol in vročina. Simptomi se navadno pojavijo 3 do 14 dni po okužbi. Pri osebah z motnjami v imunskem odzivu lahko okužba poteka v hujši obliki. Bolezen mačje praske so prvič opisali leta 1950, povzročitelja pa so prepoznali šele v zgodnjih 80-ih letih dvajsetega stoletja.
Bakterija Bartonella henselae se prenaša z mačjo slino. Večje tveganje za prenos okužbe predstavljajo mlade mačke. Redko lahko bolezen prenašajo tudi psi. Diagnoza temelji na simptomatiki, možno pa jo je potrditi tudi s krvnimi testi.
Primarno je bolnik deležen podpornega zdravljenja. Antibiotiki pomagajo pospešiti ozdravitev in se priporočajo pri bolnikih s hujšo obliko bolezni in bolnikih z okrnjenim imunskim sistemom. Do popolne ozdravitve pride praviloma v roku 4 mesecev, lahko pa bolezen traja tudi leto do dve. Okužba prizadene približno enega na 10.000 ljudi. Pogostejša je pri otrocih.

## Epidemiologija
Bolezen je prisotna po vsem svetu, je pa pogostejša v toplih in vlažnih predelih. V naših krajih je več okužb v poletnem in jesenskem času, verjetno zaradi večjega števila mladih mačk v tem obdobju, ki bolezen prenašajo pogosteje kot starejše živali.
Epidemiološki podatki niso povsem znani, saj bolezni mačje praske ni potrebno prijavljati oblastem, kot velja za nekatere druge kužne bolezni. Tekom življenja se okuži okoli ena oseba na 10.000 prebivalcev.

## Znaki in simptomi
Bolezen lahko poteka brezsimptomno. Pri večini bolnikov, in sicer pri 90 odstotkih, se v 3 do 10 dneh po mačji praski ali ugrizu na mestu poškodbe pojavi papula (bunčica) ali pustula (gnojni mehurček).
Značilen bolezenski znak bolezni mačje praske so zatečene in otrdele bezgavke na vratu ali v bližini mačjega ugriza oziroma opraskanine. Gre za lokalno limfadenopatijo in običajno so prizadete bezgavke le na eni strani telesa. Zatečene bezgavke se pojavijo običajno v enem do treh tednov po okužbi. Običajno zatečejo bezgavke na rokah, vratu, v spodnjem delu obraza, lahko pa tudi v dimljah in v predelu okoli ušes.
Pri večini bolnikov se pojavijo tudi sistemski simptomi, kot so utrujenost, neješčnost in bolečine (glabobol, bolečina v mišicah in/ali sklepih, bolečina v hrbtenici, trebuhu ...). ojavi se lahko tudi vročina. Večina simptomov je benignih in samoomejujočih, zatečene bezgavke pa lahko vztrajajo tudi več mesecev potem, ko ostali simptomi že izzvenijo.. Bolnik praviloma samoodsebno okreva v enem mesecu, četudi ne prejema nobenega zdravljenja. 
V redkih primerih lahko pride do hujših nevroloških zapletov (meningoencefalitis, encefalopatija, napadi) ali endokarditisa. Endokarditis, ki ga povzročajo bakterije iz rodu Bartonella, imajo visoko smrtnost. Najpogostejši očesni zaplet je okuloglandularni (parinaudov) sindrom; gre za granulomatozni konjunktivitis, ki ga spremlja zatekanje predušesnih bezgavk. Redka, atipična očesna zapleta sta vnetje vidnega živca in nevroretinitis (vnetje vidnega živca in mrežnice).
Bolniki z oslabljenim imunskim sistemom so dovzetni tudi za druge zaplete, ki jih povzroča B. henselae (in tudi B. quintana), kot sta bacilarna angiomatoza in bacilarna pelioza (vrsta pelioze jeter). Pri bacilarni angiomatozi gre primarno za žilne in kožne lezije, ki se lahko razširijo tudi do kosti ali prizadenejo druge organe. Praviloma ima tak bolnik okužbo s hivom ali pa je prisoten drug vzrok za imunsko pomanjkljivost. Tudi do bacilarne pelioze praviloma pride pri okužbi s B. henselae pri bolniku s hivom ali drugo hujšo obliko imunske pomanjkljivosti. Primarno sta prizadeta vranica in jetra in v njunem tkivu so prisotne s krvjo zapolnjeni cistični prostorčki.

## Povzročitelj
Bartonella henselae je prehransko zahtevna, gramnegativna, aerobna, pleomorfna bakterija, ki parazitira v rdečih krvničkah človeka in živali. Njen naravni rezervoar so mačke.

## Zdravljenje
Zdravljenje je ponavadi le simptomatsko. Če je bezgavka velika in boleča, se lahko uporabi razbremenilna punkcija bezgavke z igelno aspiracijo. Kadar se okužba zaplete s fistulacijo bezgavke, je potrebno antibiotično zdravljenje.